# Unagidon
Le unagidon, unadon (鰻丼) est un donburi avec des anguilles grillées et de la sauce teriyaki.

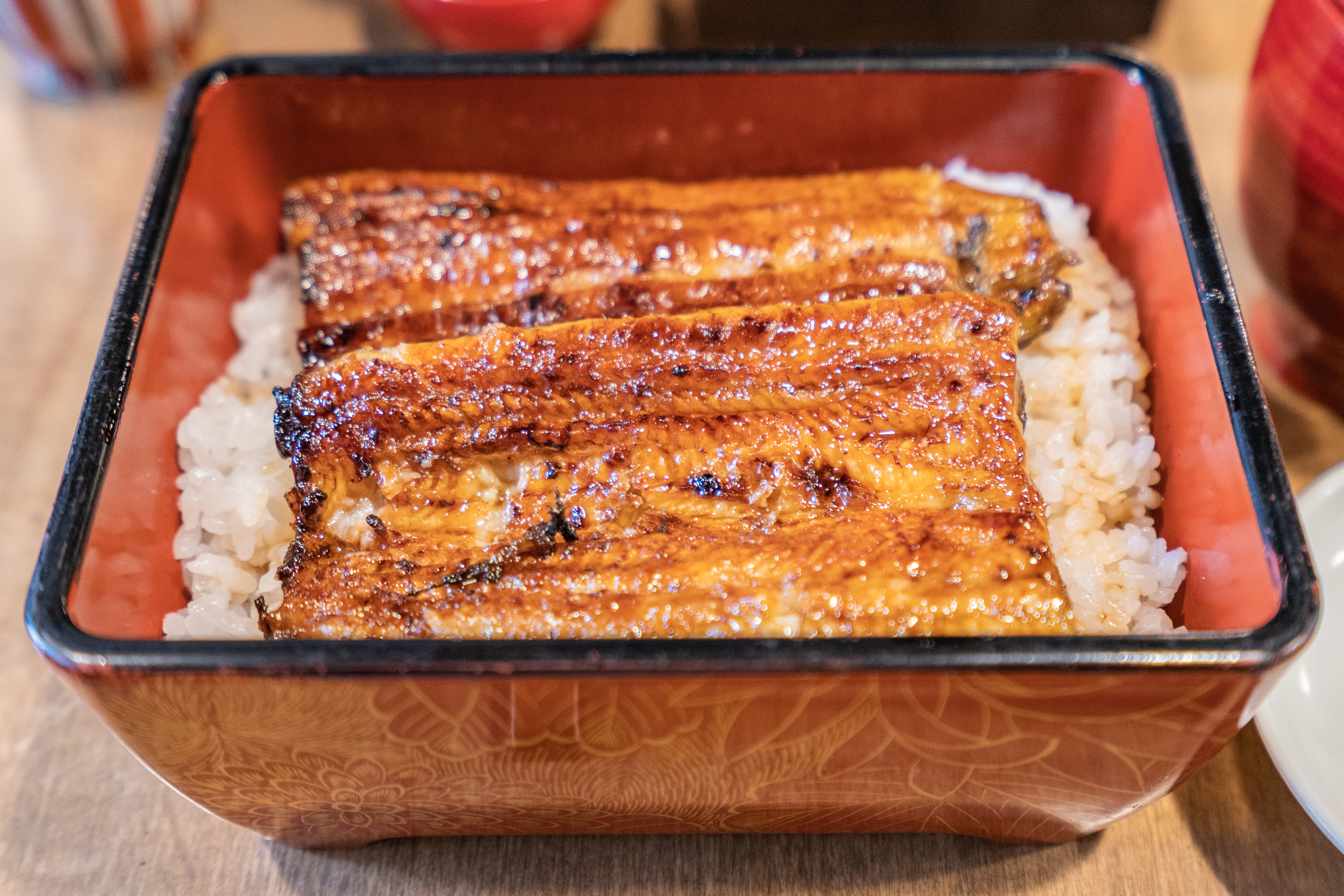
Un una-juu.